# نیش‌داران
نیش‌داران (نام علمی: Aculeata) نام یک فروراسته از زیرراسته باریک‌تنه‌داران است.